# Ariel (Film)
Ariel (Alternativtitel: Ariel – Abgebrannt in Helsinki) ist ein Spielfilm des finnischen Regisseurs Aki Kaurismäki aus dem Jahr 1988.
Es ist der zweite Teil seiner „Proletarischen Trilogie“ (finnisch Työläis-trilogia), zu der außerdem Schatten im Paradies (Varjoja paratiisissa, 1986) und Das Mädchen aus der Streichholzfabrik (Tulitikkutehtaan tyttö, 1990) gehören.

## Handlung
In Nordfinnland wird ein Bergwerk geschlossen. Damit ist Taisto Kasurinen arbeitslos, wie seine Kollegen. Einer von ihnen, mutmaßlich sein Vater, übergibt ihm seinen Autoschlüssel und geht zur Toilette, wo er sich erschießt. Taisto macht sich mit dem Wagen, einem extravaganten amerikanischen Cabrio, im finnischen Winter mit offenem Verdeck – er kann den Schalter nicht finden – auf den Weg nach Helsinki, um ein neues Leben zu beginnen. Dort wird er von zwei Kriminellen überfallen und ausgeraubt. Er verliebt sich in die alleinerziehende Irmeli, die trotz mehrerer Jobs nur mühsam über die Runden kommt.
Taistos Suche nach einer Stelle bleibt erfolglos, seine Unterkunft wird ihm gekündigt. Als er einem der Räuber begegnet und ihn zusammenschlägt, landet er im Gefängnis. Gemeinsam mit seinem Zellengenossen Mikkonen plant er einen Ausbruch und die Flucht aus Finnland. Um Geld für falsche Pässe für sich und Mikkonen und für die Ausreise mit Irmeli und ihren Sohn Riko aufzutreiben, überfallen die beiden, wenn auch tollpatschig, so doch erfolgreich, eine Bank. Als die Passfälscher mehr Geld als ursprünglich vereinbart verlangen, kommt es zu einer Auseinandersetzung, bei der Mikkonen tödlich verwundet wird. Daraufhin erschießt Taisto die Gangster. Der Film endet am Hafen von Helsinki, wo Taisto, Irmeli und Riku in einem Boot zum Frachter Ariel übersetzen, um nach Mexiko zu fahren.

## Kritiken
Laut Lexikon des internationalen Films ist der Film „[v]oller Poesie, knapp und schnörkellos erzählt und zugleich einem schonungslosen Realismus bei der Beschreibung gesellschaftlicher Zustände verpflichtet.“
epd Film meinte: „Ariel knüpft vor allem an Bressons Sparsamkeit der Darstellung an. Da ist kein Bild, vor allem kein Wort zuviel. Kaurismäkis fünfter Spielfilm ist ein Meisterstück lakonischer Erzählweise.“

## Auszeichnungen
Internationales Filmfestival Moskau, 1989
- FIPRESCI-Preis für Aki Kaurismäki
- Goldener St. Georg für Hauptdarsteller Turo Pajala

National Society of Film Critics Award, 1991
- Bester fremdsprachiger Film